# Зундуйн Дэлгэрдалай
Зундуйн Дэлгэрдалай (7 апреля 1957, Галуут, Баянхонгор — 2004) — монгольский самбист, призёр первенств мира среди юниоров, призёр международных турниров, чемпион и призёр чемпионатов мира по самбо, победитель и призёр розыгрышей Кубка мира по самбо, серебряный призёр соревнований «Дружба-84» по самбо, Заслуженный мастер спорта Монголии (1989). Выступал в первой (до 82 кг) и второй (до 90 кг) средних и полутяжёлой (до 100 кг) весовых категориях. Многократный чемпион Монголии по национальной монгольской борьбе «бех». В его родном селе установлен бюст Зундуйна.